# Fédération wurtembergeoise de football

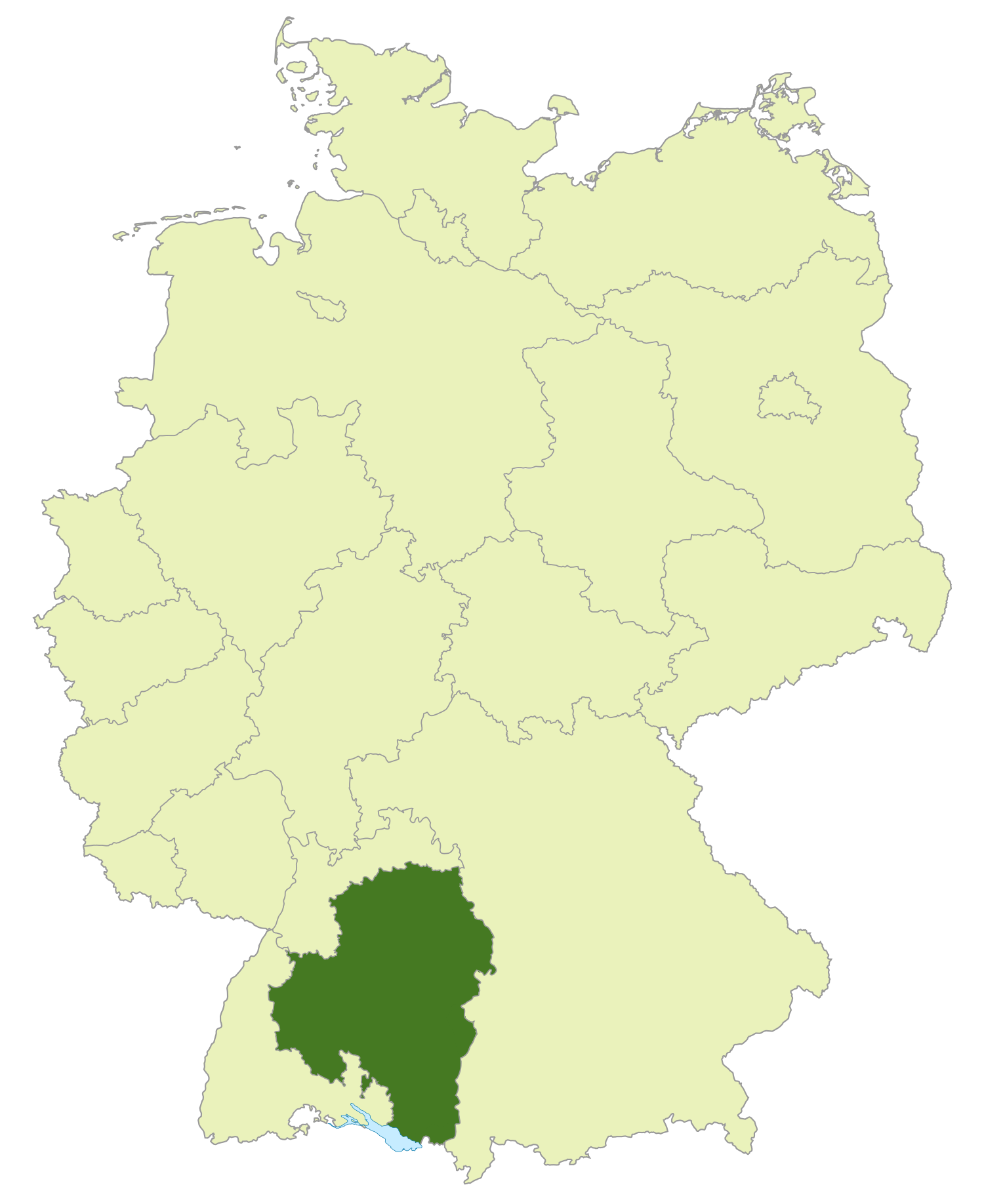
Territoire couvert par la Fédération wurtembergeoise de football

La Fédération wurtembergeoise de football (WFV, allemand : Württembergischer Fußballverband) est l'une des 21 fédérations régionales de la DFB, subalterne de la Süddeutscher Fußball-Verband (SFV).
La fédération a été fondée le 8 juillet 1951 par la fusion des fédérations régionales de football du Nord et du Sud du Wurtemberg-Hohenzollern et est l'organisation-parapluie de 1 772 clubs de football du Wurtemberg avec 550 862 membres et 11 573 équipes (chiffres de 2023). Outre les clubs de la région historique du Wurtemberg, les clubs des arrondissements bavarois de Lindau et Neu-Ulm ainsi que quelques villes bavaroises-souabes voisines font également partie de la WFV. Trois clubs de l'arrondissement bavarois de Wurtzbourg ainsi que de l'arrondissement de Hohenlohe sont également membres de la WFV.
Son siège est situé à Stuttgart, et Matthias Schöck en est le président depuis 2015.

## Histoire

### Avant laWFV
Le football en Allemagne du Sud, et donc dans le Wurtemberg, était à l'origine administré par la Süddeutscher Fussball-Verband, fondée le 17 octobre 1897 à Karlsruhe, qui prendra par la suite le nom de Verband Süddeutscher Fussball-Vereine La nouvelle fédération commença à organiser une compétition régionale de football, le championnat de football d'Allemagne du Sud, suivi quelques années plus tard par un système de ligue.
En novembre 1927, la fédération fusionne avec la Fédération d'athlétisme d'Allemagne du Sud (allemand : Süddeutscher Leichtathletik-Verband) ce qui donne une fédération bien plus imposante, la Fédération de football et d'athlétisme d'Allemagne du Sud (allemand : Süddeutscher Fussball- und Leichtathletik-Verband, ou SFLV).
Avec la montée des nazis au pouvoir en 1933, la fédération reçoit l'ordre de Berlin de se dissoudre en mars 1933. Le 6 août 1933, la SFLV tient sa dernière assemblée générale, à Stuttgart, où l'ordre de dissolution a été officiellement exécuté. La liquidation financière de la fédération est complétée en 1942.

### LaWFV
Après la Seconde Guerre mondiale, le Wurtemberg fut divisée entre la zone d'occupation américaine, qui contenait la majorité de la région, et la zone d'occupation française. Les déplacements à l'intérieur de la zone d'occupation, et entre les zones d'occupation étant restreints, la reconstitution d'une fédération d'Allemagne du Sud semblait initialement impossible.
En septembre 1945, une ligue régionale de football, l'Oberliga Süd, qui était comprise de 16 des plus importants clubs du sud de l'Allemagne. Les organisateurs de la compétition ont de plus obtenu la permission des autorités américaines pour réétablire la SFV. En-dessous de l'Oberliga, la SFV, pas encore officiellement réétablie, décrète l'établissement de Landesligen pour chaque Land. Le 4 novembre 1945, la nouvelle Oberliga Süd commença sa première saison.
Pour éviter les frictions entre la SFV et les fédérations régionales, les fédérations régionales devinrent membres de la SFV, mais les clubs restèrent membre de leur fédération régionale uniquement. La SFV avait la responsabilité d'organiser l'Oberliga Süd ainsi que la 2. Oberliga Süd, tandis que les fédérations régionales s'occupaient de leurs ligues inférieures respectives.
La WFV est formée le 8 juillet 1951 à Ulm, quand les fédérations du Wurtemberg du Nord et du Wurtemberg-Hohenzollern du Sud ont fusionné. La fédération du Nord, dans la zone américaine, avait été fondée en 1948, et la fédération du Sud, dans la zone française en 1949. Pendant les années 1970, les travailleurs étrangers yougoslave ont formé leurs propres clubs, mais la WFV ne leur autorisant pas de concourir dans ses ligues, les yougoslaves ont fondé leur propre ligue, la Jugoliga.

## Football masculin

### Ligues et compétitions
Avant la fusion des fédérations du Wurtemberg du Nord et du Wurtemberg-Hohenzollern du Sud, les matchs étaient joués dans la Landesliga Württemberg et l‘Amateurliga Südwürttemberg. Les champions de la Landesliga Württemberg étaient promus en Oberliga Süd, tandis que les champions de l‘Amateurliga Südwürttemberg étaient promus en Oberliga Südwest, qui se jouaient dans la zone d'occupation française.
En 1950, la 1. Amateurliga Württemberg, commune aux deux fédérations, est créée en tant que sous-structure de l'Oberliga Süd et les quatre meilleurs clubs de la ligue Hohenzollern ont été incorporés dans la ligue du Wurtemberg. La ligue a duré sous cette forme jusqu'en 1960.
Afin d'obtenir la deuxième place dans le tour de promotion de la 2. Oberliga Süd, la fédération a divisé la 1. Amateurliga Württemberg en deux groupes, comme c'était fait en Bavière et en Bade, à partir de la saison 1960-1961 : la 1. Amateurliga Nordwürttemberg (NW) et la Schwarzwald-Bodensee Liga (S-B, Forêt-Noire/Lac de Constance). La Schwarzwald-Bodensee Liga accueillait également temporairement certains clubs de la Südbadischer Fußball-Verband, dont le représentant le plus éminent était le FC 08 Villingen.
En 1978, avec le concours des fédérations badoise et sud-badoise, l'Oberliga Baden-Württemberg est fondée, dans la continuité des 1. Amateurligen. Depuis lors, la fédération wurttembergeoise organise la Landesliga Württemberg, divisée en quatre groupes. La division juste en-dessous est constituée des 16 Bezirksligen (ligues de district). En-dessous des Bezirksligen, les clubs évoluent dans les Kreisligen A, B et C (ligues d'arrondissement).
En outre, la WFV organise également une coupe régionale. Le gagnant de la Württembergischen Verbandspokals (WFV-Pokal, Coupe du Wurtemberg), est qualifié en tant que participant de la fédération au 1er tour de la DFB-Pokal.
En 1978, la fédération, comme la bfv et la SBFV, implémente une réforme de son système de ligue. Le système de ligue historique, avec l'Amateurliga Württemberg en tant que ligue la plus haute de la fédération, la 3e division, suivie par la 2. Amateurliga, la A-Klasse, B-Klasse et C-Klasse est remplacé par la Verbandsliga Württemberg, dorénavant la 4e division, suivie par la Landesliga, la Bezirksliga, la Kreisliga and Kreisliga B.

### Champion du Wurtemberg
La WFV décerne depuis sa création le titre de "Champion du Wurtemberg". Entre 1945 et 1950, le titre était attribué aux champions de Landesliga Württemberg, qui était à l'époque la 2e division sous l'Oberliga Süd. Avec l'introduction de la 1. Amateurliga Württemberg en 1950, le champion de cette ligue remporte le titre de "Champion du Wurtemberg". Une fois la 1. Amateurliga divisée en deux groupes, les champions des groupes Nord-Württemberg et Schwarzwald-Bodensee s'affrontent pour le titre. Depuis 1978 et l'introduction de l'Oberliga Baden-Württemberg, l'équipe du Wurtemberg la mieux classée dans cette ligue reçoit le titre à la fin de la saison.

### Ligues

#### 1978 à 2024
| Niveau | Ligues                          | Ligues                          | Ligues                          | Ligues                          | Ligues                          | Ligues                          | Ligues                          | Ligues                          | Ligues                          | Ligues                          | Ligues                             | Ligues                          | Ligues                          | Ligues                          | Ligues                          | Ligues                          |
| ------ | ------------------------------- | ------------------------------- | ------------------------------- | ------------------------------- | ------------------------------- | ------------------------------- | ------------------------------- | ------------------------------- | ------------------------------- | ------------------------------- | ---------------------------------- | ------------------------------- | ------------------------------- | ------------------------------- | ------------------------------- | ------------------------------- |
| 6      | Verbandsliga Württemberg        | Verbandsliga Württemberg        | Verbandsliga Württemberg        | Verbandsliga Württemberg        | Verbandsliga Württemberg        | Verbandsliga Württemberg        | Verbandsliga Württemberg        | Verbandsliga Württemberg        | Verbandsliga Württemberg        | Verbandsliga Württemberg        | Verbandsliga Württemberg           | Verbandsliga Württemberg        | Verbandsliga Württemberg        | Verbandsliga Württemberg        | Verbandsliga Württemberg        | Verbandsliga Württemberg        |
| 7      | Landesliga Württemberg Groupe 1 | Landesliga Württemberg Groupe 1 | Landesliga Württemberg Groupe 1 | Landesliga Württemberg Groupe 1 | Landesliga Württemberg Groupe 2 | Landesliga Württemberg Groupe 2 | Landesliga Württemberg Groupe 2 | Landesliga Württemberg Groupe 2 | Landesliga Württemberg Groupe 3 | Landesliga Württemberg Groupe 3 | Landesliga Württemberg Groupe 3    | Landesliga Württemberg Groupe 3 | Landesliga Württemberg Groupe 4 | Landesliga Württemberg Groupe 4 | Landesliga Württemberg Groupe 4 | Landesliga Württemberg Groupe 4 |
| 8      | Bezirksliga Enz/Murr            | Bezirksliga Hohenlohe           | Bezirksliga Rems/Murr           | Bezirksliga Unterland           | Bezirksliga Donau/Iller         | Bezirksliga Ostwürt- temberg    | Bezirksliga Neckar/Fils         | Bezirksliga Stuttgart           | Bezirksliga Alb                 | Bezirksliga Böblingen/ Calw     | Bezirksliga Nördlicher Schwarzwald | Bezirksliga Schwarzwald         | Bezirksliga Bodensee            | Bezirksliga Donau               | Bezirksliga Riß                 | Bezirksliga Zollern             |

#### Depuis 2024
En juin 2022, lors d'une réunion exceptionnelle, la WFV décide d'une réforme des structures, planifiée depuis 2015, dans un contexte où le nombre d'équipes est en baisse constante. Ainsi le nombre de districts est réduit de 16 à 12 :
- les districts de Schwarzwald (Forêt-Noire) et de Zollern fusionnent au sein du district de Schwarzwald/Zollern
- le district de Böblingen/Calw est dissous, les clubs de Calw rejoignent le district de Nördlicher Schwarzwald (Forêt-Noire du Nord), tandis que les clubs de Böblingen rejoignent le district de Stuttgart, qui devient le district de Stuttgart/Böblingen
- le district de Hohenlohe est scindé, une moitié rejoint le district d‘Unterland au sein du nouveau district de Franken (Franconie), tandis que l'autre rejoint le district de Rems/Murr, au sein du nouveau district de Rems/Murr/Hall
- le district de Donau (Danube) est également scindé, avec une moitié qui rejoint le district de Donau/Iller, tandis que l'autre rejoint le district de Riß, au sein du nouveau district d‘Oberschwaben (Haute-Souabe).

| Niveau | Ligues                           | Ligues                                             | Ligues                                      | Ligues                                             | Ligues                              | Ligues                                                 | Ligues                          | Ligues                                              | Ligues                                      | Ligues                                       | Ligues                                          | Ligues                                           |  |
| ------ | -------------------------------- | -------------------------------------------------- | ------------------------------------------- | -------------------------------------------------- | ----------------------------------- | ------------------------------------------------------ | ------------------------------- | --------------------------------------------------- | ------------------------------------------- | -------------------------------------------- | ----------------------------------------------- | ------------------------------------------------ |  |
| 6      | Verbandsliga Württemberg         | Verbandsliga Württemberg                           | Verbandsliga Württemberg                    | Verbandsliga Württemberg                           | Verbandsliga Württemberg            | Verbandsliga Württemberg                               | Verbandsliga Württemberg        | Verbandsliga Württemberg                            | Verbandsliga Württemberg                    | Verbandsliga Württemberg                     | Verbandsliga Württemberg                        | Verbandsliga Württemberg                         |  |
| 7      | Landesliga Württemberg Groupe 1  | Landesliga Württemberg Groupe 1                    | Landesliga Württemberg Groupe 1             | Landesliga Württemberg Groupe 2                    | Landesliga Württemberg Groupe 2     | Landesliga Württemberg Groupe 2                        | Landesliga Württemberg Groupe 3 | Landesliga Württemberg Groupe 3                     | Landesliga Württemberg Groupe 3             | Landesliga Württemberg Groupe 4              | Landesliga Württemberg Groupe 4                 | Landesliga Württemberg Groupe 4                  |  |
| 8.     | Bezirksliga Enz/Murr             | Bezirksliga Rems/Murr/Hall                         | Bezirksliga Franken                         | Bezirksliga Ostwürttemberg                         | Bezirksliga Neckar/Fils             | Bezirksliga Stuttgart/Böblingen                        | Bezirksliga Alb                 | Bezirksliga Nordschwarzwald                         | Bezirksliga Schwarzwald/Zollern             | Bezirksliga Bodensee                         | Bezirksliga Donau/Iller                         | Bezirksliga Oberschwaben                         |  |
| 9.     | Kreisliga A Enz/Murr (3 Groupes) | Kreisliga A Rems/Murr/Hall (4 Groupes, 2 Réserves) | Kreisliga A Franken (3 Groupes, 1 Réserves) | Kreisliga A Ostwürttemberg (3 Groupes, 2 Réserves) | Kreisliga A Neckar/Fils (3 Groupes) | Kreisliga A Stuttgart/Böblingen (3 Groupes)            | Kreisliga A Alb (3 Groupes)     | Kreisliga A Nordschwarzwald (3 Groupes, 3 Réserves) | Kreisliga A Schwarzwald/Zollern (4 Groupes) | Kreisliga A Bodensee (3 Groupes)             | Kreisliga A Donau/Iller (3 Groupes, 3 Réserves) | Kreisliga A Oberschwaben (3 Groupes, 3 Réserves) |  |
| 10.    | Kreisliga B Enz/Murr (8 Groupes) | Kreisliga B Rems/Murr/Hall (7 Groupes, 2 Réserves) | Kreisliga B Franken (7 Groupes, 3 Réserves) | Kreisliga B Ostwürttemberg (4 Groupes, 4 Réserves) | Kreisliga B Neckar/Fils (9 Groupes) | Kreisliga B Stuttgart/Böblingen (8 Groupes, 1 Réserve) | Kreisliga B Alb (7 Groupes)     | Kreisliga B Nordschwarzwald (3 Groupes, 2 Réserves) | Kreisliga B Schwarzwald/Zollern (4 Groupes) | Kreisliga B Bodensee (6 Groupes, 2 Réserves) | Kreisliga B Donau/Iller (5 Groupes, 4 Réserves) | Kreisliga B Oberschwaben (4 Groupes, 2 Réserves) |  |
| 11.    |                                  |                                                    |                                             |                                                    |                                     |                                                        |                                 |                                                     | Kreisliga C Schwarzwald/Zollern (4 Groupes) |                                              |                                                 |                                                  |  |

## Football féminin
| Ligues                   | Ligues         | Ligues               | Ligues         | Ligues         | Ligues         | Ligues                          | Ligues              | Ligues         | Ligues         | Ligues         | Ligues         |
| ------------------------ | -------------- | -------------------- | -------------- | -------------- | -------------- | ------------------------------- | ------------------- | -------------- | -------------- | -------------- | -------------- |
| Verbandsliga Württemberg |                |                      |                |                |                |                                 |                     |                |                |                |                |
| Landesliga 1             | Landesliga 1   | Landesliga 1         | Landesliga 1   | Landesliga 1   | Landesliga 1   | Landesliga 2                    | Landesliga 2        | Landesliga 2   | Landesliga 2   | Landesliga 2   | Landesliga 2   |
| Regionenliga 1           | Regionenliga 1 | Regionenliga 2       | Regionenliga 2 | Regionenliga 3 | Regionenliga 3 | Regionenliga 4                  | Regionenliga 4      | Regionenliga 5 | Regionenliga 5 | Regionenliga 6 | Regionenliga 6 |
| Unterland                | Hohenlohe      | Rems/Murr/ Stuttgart | Enz/Murr       | Neckar/Fils    | Donau/Iller    | Böblingen/Calw/ Nordschwarzwald | Schwarzwald/Zollern | Alb            | Donau          | Riß            | Bodensee       |

### Les autres fédérations subalternes de la SFV
- Badischer Fußballverband (bfv)
- Südbadischer Fußball-Verband (SBFV)
- Bayerischer Fußball-Verband (BFV)
- Hessischer Fußballverband (HFV)

### Sources
- (de) 100 Jahre Süddeutscher Fussball-Verband – SFV, éditeur: Vindelica Verlag, publié en 1996